# Rambuteau (Paris metro)
Rambuteau är en tunnelbanestation i Paris metro för linje 11 i 3:e och 4:e arrondissement. Stationen öppnades 1935 och är belägen under Rue Beaubourg, mellan Rue Rambuteau och Rue du Grenier-Saint-Lazare. Stationen är uppkallad efter Claude-Philibert Barthelot de Rambuteau (1781–1869), prefekt för departementet Seine.

## Omgivningar
- Saint-Merri
- Jardin Anne-Frank
- Centre national d'art et de culture Georges-Pompidou
- Fontaine Stravinsky
- Hôtel de ville de Paris
- Tour Saint-Jacques
- Impasse Beaubourg
- Passage du Maure
- Rue Brantôme
- Rue Bernard-de-Clairvaux
- Passage Molière

## Bilder
| - Saint-Merri. - Jardin Anne-Frank. |

| - Hôtel de ville de Paris. - Tour Saint-Jacques. |